# Nazario Benavídez
Nazario Benavídez (San Juan, 28 de julho de 1805 — 23 de outubro de 1858) foi um militar e caudillo argentino, foi também governador da Província de San Juan por quatro períodos destintos. Foi aliado tanto de Juan Manuel de Rosas quanto de Justo José de Urquiza, participou das guerras civis argentinas e nos combates entre os unitarios e os federales. Seu assassinato foi um dos motivos para ocorrer a Batalha de Cepeda, que colocou fim ao período de organização constitucional na Argentina.

## Morte
Em 19 de setembro de 1858, Benavídez foi preso por uma acusação de sedição. Na noite de 22/23 de outubro de 1858, um grupo de seus apoiantes invadiu o edifício do conselho onde Benavídez havia sido confinado. Enquanto eles estavam tentando entrar, três membros da guarda foram para a sala onde ele estava preso. Benavídez lutou contra eles apesar dos pesados grilhões de ferro em seus pés e matou um homem, mas uma espada foi empurrada através de seu corpo e ele pegou dois tiros no peito. Ele foi arrastado da cela, quase morto e praticamente nu, e jogado do prédio para a balaustrada da praça, onde um grupo de oficiais o mataram com espadas.
Sarmiento, que tinha sido um inimigo de Benavídez durante sua vida, escreveu sobre ele em 1888 que ele governou com moderação e nenhum sangue foi derramado por seu governo. Ele havia escrito anteriormente que Benavídez tinha uma personalidade legal, e era devido a ele que San Juan tinha sofrido menos do que outros lugares. Ele tinha um bom coração, era tolerante, não era perturbado pela inveja, era paciente e tenaz. O assassinato brutal de Benavídez, atribuído aos oponentes de Urquiza em Buenos Aires, foi um dos fatores que levaram à Batalha de Cepeda em 23 de outubro de 1859, seguido do Pacto de San José de Flores em que Buenos Aires foi trazido de volta Na federação.